# ボリバル・デジタル
ボリバル・デジタル（bolívar digital）は、ベネズエラの通貨である。2021年10月1日よりハイパーインフレーションに見舞われたボリバル・ソベラノの一部の紙幣と並行する形で流通が開始された。

## 概要
2021年8月5日、ベネズエラ中央銀行は8年以上にわたる経済混乱と慢性的なハイパーインフレーションに対処するため、ボリバル・ソベラノから100万分の1に切り下げるデノミネーションを実施すると発表した。ベネズエラ国民はインフレの激しい自国通貨を信用しておらずドルなどの外貨を主に利用しており、デノミネーションによって利用率が全体の3割を下回っているボリバルの利用を促進させる狙いがある。
しかし、デノミネーションはベネズエラ政府の数多くの失政や米国の経済制裁などによる経済危機の根本的な解決になるとは言えず、極めて場当たり的な政策であることからベネズエラ経済のさらなる悪化を懸念する声が有識者から挙がっている。
当初はボリバル・デジタルの名称と、ベネズエラ都市部でデビットカードやスマートフォンを使用した電子決済がシェアを伸ばしている実情から中央銀行デジタル通貨の形でも流通させると推測されていたが、ベネズエラ中央銀行は中央銀行デジタル通貨としての発行に関しては現在でも言及していない。
流通直後のレートは1ドル=4.4ボリバル・デジタル、2023年10月現在では1ドル=34.85ボリバル・デジタルと、依然として高いインフレーションが続いているが、インフレ率は流通前に比べて劇的に低下しており、ハイパーインフレーションからは脱することができている。

## 硬貨・紙幣
「ボリバル・デジタル」の名称であるが、新たな硬貨と紙幣が発行される。因みに10000ボリバル以上のボリバル・ソベラノ紙幣も補助通貨として引き続き使用できる。
流通開始時にはすでにボリバルの信用が無に等しい状態だったため、ボリバル紙幣はごく僅かに流通しているのみで、同国の経済活動の大部分を担っているドルを置き換えるには至っていないのが現状である。

### 硬貨
当初は新たな硬貨として1ボリバル硬貨のみが発行されるとしていたが、後に25センティモ硬貨と50センティモ硬貨が追加で発行された。
表面にはシモン・ボリバルの肖像、裏面には額面の数字が描かれる。材質はいずれもニッケルメッキ鋼鉄である。

### 紙幣
新たな紙幣は全券種で共通であり、その絵柄も表裏共に旧通貨である100万ボリバル・ソベラノ紙幣のデザインをそのまま流用しており、（ハイパーインフレーションという状況下では珍しくないが）近年の通貨としては異例である。
また、旧通貨である50万ボリバル・ソベラノ紙幣と10ボリバル・デジタル紙幣は（裏の図柄こそ違うものの）色味も同一であり、これを利用した偽造事件も発生している。
2024年8月16日より新たに200、500ボリバル紙幣が発行された。表面のシモン・ボリバルの肖像が3種類に増え、裏側はマラカイボ湖の戦いの200周年（厳密には201周年）を記念した図案であり、合わせ模様の形状がグアヤナエセキバを含めたベネズエラ国土の形状になっている。
| 紙幣    | 紙幣         | 紙幣                             | 紙幣                                        | 紙幣          |
| 金額    | 色           | 表に描かれている人物             | 裏に描かれている図案                        | 発行開始日    |
| ------- | ------------ | -------------------------------- | ------------------------------------------- | ------------- |
| 5 Bs.   | 黄色         | シモン・ボリバル                 | カラボボ凱旋門とカラボボの戦い              | 2021年10月1日 |
| 10 Bs.  | 紫色         | シモン・ボリバル                 | カラボボ凱旋門とカラボボの戦い              | 2021年10月1日 |
| 20 Bs.  | 橙色         | シモン・ボリバル                 | カラボボ凱旋門とカラボボの戦い              | 2022年7月頃   |
| 50 Bs.  | 緑色         | シモン・ボリバル                 | カラボボ凱旋門とカラボボの戦い              | 2022年7月頃   |
| 100 Bs. | 深紫色       | シモン・ボリバル                 | カラボボ凱旋門とカラボボの戦い              | 2022年7月頃   |
| 200 Bs. | 薄紫色と黄色 | シモン・ボリバルの 3種類の肖像画 | ラファエル・ウルダネタ橋 マラカイボ湖の戦い | 2024年8月16日 |
| 500 Bs. | 薄緑色       | シモン・ボリバルの 3種類の肖像画 | ラファエル・ウルダネタ橋 マラカイボ湖の戦い | 2024年8月16日 |